# Неркаги, Анна Павловна
А́нна Па́вловна Не́ркаги (15 февраля 1951, Полярный Урал) — российская ненецкая писательница.

## Биография
Родилась в горах Полярного Урала у подножья хребта Сайрей. Её отец-ненец каслал стада в ягельных долинах. В 1970 году окончила среднюю школу в посёлке Аксарка, после чего поступила на геологоразведочный факультет Тюменского индустриального института; через два года оставила вуз, заболев туберкулезом и ввиду смерти матери; вернулась к отцу. В 1975—1976 гг. методист в Тюменском областном управлении культуры. В 1978 году стала членом Союза писателей СССР. Вернулась к кочевой жизни.
Живёт и работает на родном для неё Полярном Урале, в фактории Лаборовая, на северо-западе Ямало-Ненецкого округа. Создала частное крестьянско-фермерское хозяйство «Земля надежды» в тундре. Занимается этнопедагогикой, экологическим проповедничеством. Занималась воспитанием приемных детей-сирот, собранных с Байдарацкой тундры, обучая их традиционным навыкам ненецкого кочевания. Ставит задачи возрождения ненецкой культуры и приобщения ненцев к христианству. Каждое лето на территории фермерского хозяйства проходит окружной детский православный палаточный лагерь «Земля надежды», при поддержке правительства Ямало-Ненецкого автономного округа.

## Творчество
Пишет на русском языке. Литературное творчество Неркаги делится на три периода, разделённых большим перерывом. Неркаги размышляет о судьбе своего народа и о судьбе человечества, создавшего бесчеловечную цивилизацию XX века.
В 1977—1979 гг. вышли повести «Анико из рода Ного» и «Илир»; позднее обе повести переиздавались. Повесть «Белый ягель» вышла в 1995 (сокращённая версия) и в 1996 (полная версия) гг. В 1996 году вышла повесть «Молчащий». В 2014—2015 гг. появились 4 нон-фикшн произведения Неркаги.
Также занимается петроглифическим творчеством.

## Критика
Критические оценки творчества Неркаги в основном комплиментарны.
В. Рогачев:
«Анико» — повесть о возвращении на малую родину. Её героиня не отвергает урбанистику. <…> Её родовая память оказалась сильнее разрушительных процессов, и тщательно просеянные новые знания она с пользой применит в тундре. <…> «Илир» — звездный мальчик в северных просторах, как наше одинокое солнце, затерявшееся на периферии нашей галактики. Повесть — предупреждение о социальной несправедливости, о том, что и в среде северных народов не все ладно устроено. <…> «Белый ягель» — долгое прощание с народным эпосом, поиск спасения от этической катастрофы, когда отчуждение новых поколений от веками испытанного и давно установленного канона ненецкой жизни, её нравственного распорядка, с жутким ускорением убивает людей. «Молчащий»… Это для меня не повесть. Это, по признанию А.Неркаги, 15-летний путь к Господу, о, она смогла сдержать удар, хотя все злые силы мира — природные и техногенные — трепали её тело, душу, совесть. 15 лет неимоверных нравственных страданий, бессилие от невозможности вмешаться в большой российский и свой народный мир, стоическое терпение на фоне надругательств над хрупкой и близкой небесам северной ойкуменой наших всесильных и безжалостных нефтегазовых королей, люмпенов, архаровцев в лжеадидасах и в кабинах «магирусов». Пьянь, наркотики, плач детей, отрываемых органами народного образования от родной семьи, поверхностное усвоение опасных даров чужой цивилизации, личные драмы не сломили А.Неркаги.
А. Ващенко:
В «Анико» писательница впервые в русскоязычной литературе с удивительной силой смогла поставить проблему «маргинального героя», оказавшегося между собственной (уходящей?) культурой и окружающей цивилизацией. В «Илире», где действие отодвинуто к началу XX века, была исследована проблема встречи культуры с цивилизацией — на нескольких уровнях проявился вопрос традиционных устоев в переломные времена (становление Советской власти). Потом, после значительного перерыва, появилась повесть «Белый ягель», ставшая в какой-то степени развитием темы «Анико» и в то же время — духовной хроникой 1980-х годов XX века. <…> В 1990-е годы последовал «Апокалипсис» последней повести Неркаги, работы, рождённой личным кризисом и катастрофичностью отношений «цивилизации и культуры», в которых доминирует, по мысли автора, формула взаимного и всеобщего конца. Не следует обольщаться мыслью о том, что коллективный портрет «Скопища» — это отражение только ненецкого или какого-то иного народа. Символизм Неркаги — более всеобщего характера: речь идёт о судьбе человечества («В нас начала гнить душа»).
Н. Дворцова:
Анна Неркаги <…> явление небывалое. Существуя на границе мифа и литературы, ненецкого и русского языков, язычества и христианства, жизнетворчества и сочинительства, она при этом абсолютно целостна — и эта царственная целостность вызывает страстное восхищение одних и яростное неприятие других <…> Изречения, загадки и маленькие песенки Неркаги записывает на ненецком и русском языках, сопровождая их короткими историями, чаще — притчами: «После того, как „Молчащий“, мой любимый сын, сгоревший на помойке, мне сказал: „Мама, не занимай людскую душу и внимание, как свою собственность, пиши коротко, чтобы люди сразу тебя поняли“, — я стала писать очень короткие произведения». Вместе со своими детьми она пишет короткие тексты не только на бумаге, но и на лежащих в тундре камнях. Эти каменные книги в Байдарацкой тундре обычно называют петроглифами или скрижалями. Отвечая, почему она пишет на камнях, Неркаги, улыбаясь, рассказывает историю, как однажды ветер унес листы книги, которую она писала: «Камни не улетят».
Скептически оценивает творчество Неркаги В. Огрызко.

## Признание
Переводы на венгерский, английский, испанский языки.
Лауреат премии им. Н. М. Чукмалдина, литературной премии Уральского федерального округа. Лауреат международной премии «Вера и Верность» «за милосердное служение ближним, многие труды по воспитанию приемных детей и глубокую преданность родной земле и своему народу» (Фонд Андрея Первозванного). Выдвигалась Уральским университетом на соискание Нобелевской премии по литературе.
В 1988 году Ленинградская студия документальных фильмов (режиссёр: Андрей Павлович) сняла фильм «Сибирь. Поиски истины», состоящий из трех частей. Вторая часть: «На перепутье» посвящена судьбе малых народов Севера. В качестве рассказчицы выступает самобытная ненецкая писательница Анна Неркаги.
Екатериной Головней снят фильм «Неркаги» (гран-при фестиваля «Радонеж», 2012). В 2014 году повесть «Белый ягель» экранизировал режиссёр Владимир Тумаев. Картина получила награды на 36-м Московском международном кинофестивале, на 21-м кинофестивале в Лос-Анджелесе, фильм был показан на фестивале российского кино в Милане.

## Сочинения
- Анико из рода Ного: (Главы из романа) // Самотлор.— [Тюмень], 1975.—С. 7—29.
- Анико из рода Ного: повесть / С примеч. К. Лагунова // Урал.-1976.—№ 4.—С. 23—78.
- Анико из рода Ного: повесть //Близок Крайний Север.— М.,' 1982.— С. 11 —106.
- Анико из рода Ного: повесть // Современная уральская повесть. Т. 5.— Свердловск: Сред.-Урал. кн. изд-во, 1987.— С. 391—489.
- Илир: повесть // Урал.— 1979.—№ П.—С. 5—62; № 12.—С. 29— 50.
- Мы — дети твои, Север! // Уральский следопыт. — 1986.— № 12.— С. 6—7.
- Илир: повесть // Под радугой Севера.— М., 1986.— С. 129—205.
- Белый Ягель: повесть. 1995, 1996.
- Неркаги А. Молчащий: повести. — Тюмень: «СофтДизайн», 1996.
- Мудрые изречения ненецкого народа. 2014
- Легенды и предания. 2015
- Песнь Творцу. Ярабц Нуму. 2015
- Загадки моей бабушки. 2015
- Избранное. Т.1-2. Тюмень: Русская неделя, 2017.